# Legion Twierdzy Wrocław
Legion Twierdzy Wrocław – polski zespół muzyczny założony we Wrocławiu w 2011 r. należący do sceny hatecore. W publikacjach można spotkać także skrótowe określenie tego zespołu: „LTW”. Liderem i wokalistą w zespole jest Grzegorz Jastrzębski („Jastrząb”), realizujący także projekty muzyczne pod pseudonimem „Omerta” (Omerta Band). Zespół zaliczany jest również do sceny tożsamościowej/patriotycznej oraz RAC (Rock Against Communism). Występował między innymi na festiwalu Orle Gniazdo. Wśród części środowisk i publicystów twórczość oraz działalność zespołu wzbudza kontrowersje, a często także zdecydowany sprzeciw. W szczególności pojawiają się między innymi oskarżenia o neonazizm, którym artyści zaprzeczają. Zespół uznawany jest za jeden z czołowych polskich wykonawców sceny nacjonalistycznej. W ramach tej sceny zdobył również rozpoznawalność w Europie.

## Historia
Zespół Legion Twierdzy Wrocław został założony w 2011 r. we Wrocławiu i na początek 2024 r. aktywnie działał twórczo, zapowiadając wydanie nowej płyty. Od początku działalności grupy liderem i wokalistą jest Grzegorz Jastrzębski. W publikacjach stosowane jest też skrótowe oznaczenie nazwy zespołu „LTW”.
Zespół grał liczne koncerty w Polsce i zagranicą, także w ramach festiwali. W Polsce był to między innymi festiwal Orle Gniazdo, w tym między innymi: edycja I w dniach 28-30.06.2013 r., edycja II w dniach 3-6.07.2014 r., edycja III w dniach 10-12.07.2015 r., edycja V w dniach 14-16.07.2017 r.. Inne festiwale w których brał udział to przykładowo Night Of Terror, a zespół uczestniczył w edycji vol. II z 5.03.20216 r. oraz Night of Terror III z 11.03.2017 r., oraz dwudniowy festiwal „Jedność to Siła” w Zwierzewie odbywający się w dniach 8-9.08.2014 r.. Pośród koncertów można wymienić przykładowo ten z 7 marca 2015 r. z udziałem także zagranicznych zespołów „gdzieś w zachodniej Polsce”, następnie we Wrocławiu wraz z zespołami Obłęd, Nordica oraz The Firm z Rotterdamu w dniu 5.09.2015 r. towarzyszący Międzynarodowemu Turniejowi Kibiców, Przegląd Muzyki Patriotycznej w dniu 11.11.2013 r., na którym oprócz LTW wystąpiły SPS i Nordica. Inny z koncertów odbył się 28.02.2014 r. w klubie Easy Rider we Wrocławiu z okazji Dnia Pamięci Żołnierzy Wyklętych. Pośród innych koncertów można dalej wymienić koncert pamięci Iana Stuarta Donaldsona, twórcy zespołu Skrewdriver, oraz Mariusza „Szczerego” Szczerskiego, wokalisty zespołu Honor, jaki miał miejsce w dniu 24.08.2013 r.. Zespół brał udział w wydarzeniach organizowanych przez stowarzyszenie Niklot. Był jednym z wykonawców na koncertach przez nich organizowanych przykładowo 30.04.2017 r. w klubie Remont w Warszawie pod hasłem „Ku Niepodległej”, razem z wykonawcami z Węgier, Słowacji i Szwecji, oraz w 2018 r. na koncercie organizowanym wraz z międzynarodową konferencją z okazji Święta Niepodległości w 2018 r. – jak to określają przeciwnicy nacjonalistów – przez neonazistów. W 2018 r. miał wystąpić także na koncercie „Ku Niepodległej” organizowanym z okazji święta niepodległości 11 listopada lecz koncert nie odbył się po aresztowaniu organizatorów przez Agencię Bezpieczeństwa Wewnętrznego. Inne występy zespołu to festiwal festiwal Defend Europe w Wenecji z 20.04.2019 r. oraz festiwal w Ostritz, który miał miejsce w 2018 r. i 20.04.2021 r.
W kwietniu 2018 r. przeprowadzona została akcja Agencji Bezpieczeństwa Wewnętrznego i policji skierowana – według tych służb i części autorów późniejszych publikacji – przeciwko neonazistom. Okazją do podjęcia działań miał być zaplanowany koncert w Dzierżoniowie. Po tej akcji Legion Twierdzy Wrocław był jednym z wykonawców wobec których prokuratura skierowała akt oskarżenia dotyczący propagowania zakazanych idei, tj. zarzuty dotyczące wzywania do nienawiści na tle rasowym i narodowościowym oraz publicznego propagowania nazizmu i faszyzmu. Mimo to uznaje się, iż w zasadzie akcja zakończyła się fiaskiem, w opiniach wyrażanych zarówno przez zwolenników sceny nacjonalistycznej jak i jej przeciwników.
Zespół prowadzi swoje oficjalne profile na portalach internetowych. Między innymi od 24.05.2013 r. posiada swój profil na portalu YouTube, w ramach którego zamieszcza zarówno nagrania Legionu Twierdzy Wrocław jak i Omerty oraz na portalu Altcensored.

## Skład i współpraca
Liderem i wokalistą zespołu Legion Twierdzy Wrocław jest Grzegorz Jastrzębski. W odniesieniu do niego stosowany jest pseudonim „Jastrząb”. Jako muzyk i wokalista realizuje także różne projekty muzyczne pod pseudonimem „Omerta” (Omerta Band). Innym członkiem zespołu jest Marcin T., pseudonim „Tadzik” (były menedżer klubu Easy Rider we Wrocławiu).
Wspólne utwory oraz występy zespół realizował między innymi z wokalistką o pseudonimie artystycznym „Heroica” – Agata Przychodzka. Na jednej z płyt LTW uczestniczyła w nagraniu utworu „Ojczysta Ziemio” z albumu „Defenders Of Europe” (2016 r.). LTW ma na swoim koncie także wspólne nagranie utworu z niemieckim zespołem Nahkampf.

## Stylistyka muzyczna i przekaz
W różnych opracowania muzyka zespołu zaliczana jest do takich nurtów stylistycznych jak hardcore, RAC (Rock Against Communism), groove metal, metalcore, heavy metal, hard rock, thrash metal, death metal, grindcore. Ogólnie określa się, że zespół prezentuje solidną, ciężką muzykę o mocnym brzmieniu, jedną z najagresywniejszych na polskiej scenie. Natomiast pod względem tekstów i poruszanych w nich tematach wymienia się narodowy socjalizm, hate, rasizm, biały nacjonalizm, czy ogólnie nacjonalizm oraz przekaz patriotyczny i tożsamościowy. Szczególnie mocny głos i wydźwięk w twórczości zespołu skierowany jest przeciwko „lewakom” oraz komunistom, a także liberalnemu systemowi. Pojawia się w nim także przekaz antychrześcijański i nawiązania do słowiańskiego dziedzictwa oraz „wiary przodków” (nacjopoganizm). Takie zestawienie muzyczne i liryczne określane jest współcześnie jako hatecore.

## Dyskografia
| Tytuł                                              | Rodzaj      | Rok  | Wydawca                                              |
| -------------------------------------------------- | ----------- | ---- | ---------------------------------------------------- |
| Zbudźcie się                                       | Full-length | 2012 | Not On Label (Legion Twierdzy Wrocław Self-released) |
| Prawem wilka                                       | Full-length | 2013 | Strong Survive Records                               |
| Gówno prawda                                       | Split       | 2013 |                                                      |
| Sleeping Hate (Legion Twierdzy Wrocław / Old Firm) | Split       | 2014 | Strong Survive Records                               |
| Defenders of Europe                                | Full-length | 2016 | Strong Survive Records, Baribal Records              |
| Druga twarz                                        | Full-length | 2016 | Strong Survive Records                               |
| Jestem nadchodzącą śmiercią                        | Full-length | 2018 | Strong Survive Records                               |
| X Years of Hate                                    | Full-length | 2023 | Strong Survive Records                               |

| Album                                           | Utwory                                                                                | Rok  | Wydawca                     |
| ----------------------------------------------- | ------------------------------------------------------------------------------------- | ---- | --------------------------- |
| Unbroken Brotherhood                            | „Lone Hunter”                                                                         | 2014 | Sons of Europe Productions  |
| No More Brother Wars                            | „Garść popiołu” i „Demony wojny”                                                      | 2015 | Riese Records               |
| Defend Europe                                   | „Hu Ha” and „Izotop fałszu 86”                                                        | 2019 | Tuono Records               |
| Festung Europa                                  | „Stojąc nad grobem” (razem z Nahkampf – Niemcy), „Insygnia śmierci” and „Natury bieg” | 2019 | Early Bird Production       |
| Nordic Power Rock and Roll                      | „Pirat John”                                                                          | 2020 | Nordic Sun Records Budapest |
| A Tribute to Estirpe Imperial: Himnos de gloria | „Sin miedo” (cover Estirpe Imperial)                                                  | 2020 | Askania Productions         |

Inne kompilacje:
- Various – Defend RAC Vol. 1 + Bonus, 2018 r., poz. 13 utwór „Stalingrad”[45]
- Various – Festiwal Orle Gniazdo Vol. 1, 2014 r., poz. 4 utwór „Moja Ziemia”[46]
- Various – Festiwal Orle Gniazdo – Wydanie jubileuszowe, 2017 r., poz. 11 utwór „Nadejdzie czas”[47]
- Various – No More Brother Wars, 2015 r., poz. 9 utwór „Garść Popiołu” i poz. 10 utwór „Demony Wojny”[48].

## Opinie i kontrowersje
Zespół uznawany jest jako jeden z czołowych polskich wykonawców sceny nacjonalistycznej, a wręcz nawet bywa określany jako kultowy. Wskazuje się także znaczną popularność i rozpoznawalność zespołu na europejskiej scenie hatecore. W kontekście jego występów opinie wskazują, że zespół potrafi zagrać dobre koncerty porywające publiczność, mając z nią dobry, czasem wręcz świetny kontakt. Zespół i jego lider uczestniczyli też w tworzeniu serii klipów motywacyjnych stworzonych pod hasłem „Sport Hatecore Motivation” propagujących sport, zdrowie i siłę, co miało też swoje odzwierciedlenie w niektórych utworach muzycznych i nagraniach video. Osoby, które nie odrzucają twórczości zespołu ze względu na przekaz w niej zawarty oraz lubią ciężkie brzmieni, wysoko cenią muzykę i całokształt jego dokonań.
Niewątpliwe zespół mający tak dużą popularność w ramach sceny nacjonalistycznej wzbudza bardzo duże kontrowersje, sprzeciw, czy według niektórych autorów wręcz nienawiść, innych środowisk, szczególnie lewicowych i liberalnych. Zespół pojawia się więc w publikacjach dotyczących współczesności o tematyce antynacjonalistycznej, antyfaszystowskiej, czy przeciwnej subkulturze skinhead i związanej z nią sceną muzyczną. W tych kręgach zespół i jego członkowie uznawani są za neonazistów (zespół neofaszystowski, skrajnie nacjonalistyczny). Ponadto oskarża się ich o upamiętnianie dokonań SS i Wehrmachtu. Wskazuje się na zbieżność różnych dat, jak przykładowo koncert z 2017 r. w Remoncie pod tytułem „Ku Niepodległej”, czy występ na festiwalu Defend Europe w Wenecji z 2019 r. oraz festiwalu w Ostritz z 2018 r. i 2021 r., wszystkie w rocznicę śmierci Adolfa Hitlera. Zespołowi zarzuca się także współpracę z neonazistowskim Clubem 28. Dodatkowymi argumentami podnoszonymi przez przeciwników na poparcie tezy o neonazistowskim charakterze twórczości zespołu są takie spostrzeżenia jak te odnoszące się do tatuaży oraz emblematów na koszulkach noszonych przez członków zespołu podczas koncernów lub w teledyskach. Liderowi zespołu przypisuje się przynależność do organizacji Blood and Honour/Combat 18 (B&H/C18). Wskazuje się także na fascynację militariami i siłą fizyczną. Współpraca zespołu z podobnymi organizacjami, grupami i zespołami z zagranicy, między innymi z Niemiec (przykładowo Painful Awaking), Włoch (Veneto Fronte Skinheads), Szwecji i inne oraz na wschodzie (Rosja, Ukraina), obejmuje scenę muzyczną, choć przeciwnicy podkreślają, że zapewne nie tylko.
W tym kontekście pojawiają się jednak także poglądy w publikacjach, że w Polsce większość ludzi utożsamiających się z szyldem „nazizm” to scena muzyczna i sieć firm produkujących ciuchy i gadżety. Może jeszcze grupki ludzi, którzy koncentrują się na wspólnym chlaniu, ewentualnie na wspólnym wyjściu na miasto, żeby kogoś pobić, co jednak nie wyklucza istnienia grup i osób, którzy są bardzo aktywni na trybunach piłkarskich i w kibicowskich gangach, a także w zakresie koncertów, festiwali i wytwórni, firm produkujących odzież i gadżety, klubów i środowisk sportowych i kontaktów międzynarodowych. Takie środowisko wytworzyło się na południu we Wrocławiu, a także w Dzierżoniowie, Bielawie i Opolu. To środowisko według tych autorów grupuje się wokół wrocławskiej sceny nacjonalistycznej w czołówce z takimi zespołami jak Legion Twierdzy Wrocław i Obłęd.
Działania prowadzone przeciwko całej nacjonalistycznej scenie muzycznej do której należy Legion Twierdzy Wrocław powodowały, że informacje o koncertach były często zatajane i przekazywane jedynie bezpośrednio w obrębie ograniczonego kręgu osób powiązanych z tym środowiskiem. Część koncertów miało charakter zamknięty. Nie ustrzegało to zawsze jednak przed wyciekiem informacji. W tych sytuacjach dochodziło do prób traktowania koncertów jako przestępstw, jednak ewentualne postępowania kończyły się często umorzeniem. Dochodziło do tego, że w obiegu pojawiały się także różne fake newsy jak np. o śmierci wokalisty LTW. Innym sposobem przeciwdziałającym ewentualnym zarzutom publicznego propagowania niedozwolonych idei było organizowania koncertów jako imprez zamkniętych, a więc niepublicznych.
Zespół zaprzecza oskarżeniom o neonazizm, nawoływanie do nienawiści rasowej, etnicznej, religijnej, czy propagowanie ustrojów totalitarnych, takich jak komunizm czy nazizm, między innymi w ramach oficjalnych kanałów LTW na portalach internetowych. Fragment takiej deklaracji zawiera następujące stwierdzenia: Twórczość naszego zespołu to nasza luźna wizja artystyczna nie mająca na celu obrażania kogokolwiek, nawoływania do nienawiści rasowej, etnicznej, religijnej etc. Zamysłem naszej twórczości nie jest również propagowanie ustrojów totalitarnych, takich jak komunizm czy nazizm.. Przeciwnicy uznają jednak, iż nie jest to prawdziwa deklaracja, a jedynie oświadczenie dla potrzeb zapewnienia sobie bezkarności.